# Love/Hate (Band)
Love/Hate sind eine US-amerikanische Hard-Rock-Band aus Los Angeles, Kalifornien. Die Band feierte ihre größten Erfolge in den frühen 1990er Jahren, vornehmlich in Großbritannien. Bekannte Songs sind Blackout In The Red Room, Why Do You Think They Call It Dope und She's An Angel.

## Geschichte

### Die frühen Jahre: 1984–1989
Love/Hate werden 1984 unter dem Namen Dataclan als New Wave Band gegründet. Dataclan bestehen aus Mark Hollis (Gesang), Jon E. Love (Gitarre), Chris "Skid" Rose (Bass), Rodney (Keyboards) und Joey Gold (Schlagzeug). In Jizzy Pearl findet die Band im Frühjahr 1985 einen neuen Sänger, mit dem sie noch im selben Jahr eine 4 Song EP aufnehmen. Im Laufe der nächsten Jahre wandelt sich ihr Musikstil immer mehr zum rohen Hard Rock, der die Band später bekannt machen wird. Das führt schließlich 1986 zum Namenswechsel in Love/Hate.
Ein vom Ratt-Bassisten Juan Croucier produziertes 5-Track Demo sorgt für erstes Aufsehen in der Szene. Der Song Angel landet 1988 auf dem Soundtrack zu A Nightmare On Elm Street 4, ebenso platziert die Band 1988 den Song Why Do You Think They Call It Dope auf dem Critters 2 Soundtrack. Beide Songs werden später für das Debütalbum neu aufgenommen.

### Die Erfolge: 1989–1992
1989 unterschreiben sie schließlich einen Plattenvertrag bei Columbia Records. Ihr Debütalbum erscheint 1990 und trägt den Titel Blackout In The Red Room. Der gleichnamige Titelsong sowie Why Do You Think They Call It Dope werden von MTV in die Rotation genommen. Im Gegensatz zu Bands wie Poison, Warrant oder anderen zu der Zeit erfolgreichen Hair-Metal-Gruppen sind Love/Hate laut, dreckig und wild. Sie wurden daher auch dem Sleaze Rock zugeordnet. Der aus Budweiser-Büchsen bestehende Mikrofonständer von Jizzy Pearl ist da nur ein Teil des Images.
Nach Veröffentlichung des Albums touren Love/Hate im Vorprogramm von Dio und später mit AC/DC. Mit etwa 250.000 verkauften Alben bleibt das Debüt hinter den Erwartungen der Plattenfirma zurück. Einzig in Großbritannien sind Love/Hate zu dieser Zeit wirklich angesagt. 1991 touren sie als Support für Skid Row durch Europa, parallel dazu erscheint die Evil Twin EP.
1992 veröffentlicht die Band ihr zweites Album Wasted In America und eine weitere Europatour, diesmal im Vorprogramm von Ozzy Osbourne, folgt. Nach Beendigung der Tour wird die Band von Columbia aus ihrem Vertrag entlassen. Um das nächste Album finanzieren zu können, verkauft Bassist Skid seine Corvette. Ebenso verlässt Gitarrist Jon E. Love die Band. Sein Ersatz wird Darren Householder.

### Der Weg nach unten: 1993–1999
Let's Rumble erscheint schließlich 1994 und enthält mit Spinning Wheel einen kleinen US-Radiohit. Im Dezember 1995 touren Love/Hate als Teil der Blind Guardian Christmas Party Tour durch Europa. Mit von der Partie sind Headliner Blind Guardian sowie Saxon, Rage, Yngwie Malmsteen und Skyclad. Zu dieser Zeit kehrt Jon E. Love zur Band zurück um das nächste Album I'm Not Happy einzuspielen. Das Album floppt, und die Band geht getrennte Wege, ohne sich wirklich aufzulösen.
Jizzy Pearl beginnt eine Solokarriere während Skid mit Jon, Joey und einer Sängerin die Band Skoe ins Leben ruft. Die Songs des 1997 erscheinenden Albums Livin' Off Layla stammen größtenteils von Skoe, veröffentlicht unter dem Namen Love/Hate. Jizzy Pearl singt zwar auf dem Album, beendet aber die Aufnahmen nicht. BulletBoys-Sänger Marq Torien steuert ergänzende Vocals bei. Auch dieses Album floppt, obwohl Love/Hate im Frühjahr 1998 erneut als Vorgruppe von Dio auf deren Nordamerikatour spielen.
1999 erscheint mit Let's Eat das bislang letzte Album unter dem Love/Hate Banner. War Skid Rose bis dato der Hauptsongwriter der Band, so ist er in dieses Album gar nicht involviert. Die Songs stammen allesamt aus der Feder des Sängers Jizzy Pearl und des Schlagzeugers Joey Gold. Eingespielt wird das Album u. a. von dem Gitarristen Jon Jones, dem Bassisten Jeff Simon und dem Sessiondrummer Robbie Black.

### Wiederbelebungsversuche: 2000-heute
In den kommenden Jahren absolviert die Band immer wieder kleinere Tourneen und Konzerte mit wechselnder Besetzung. Originalmitglieder tauchen ebenso im Line Up auf wie neue Leute. Jizzy Pearl steht in jeder Inkarnation am Mikro.
Zum bislang letzten Mal absolviert die Band im Jahr 2004 eine Englandtour. Neben Sänger Jizzy Pearl sind Gitarrist Keri Kelli, Bassist Robbie Crane und Schlagzeuger Dave Moreno mit von der Partie. Im März 2005 stellt Skid einen neuen Love/Hate Song namens Star In The Sun auf die Webseite der Band. Neben Gitarrist Jon E. Love und Drummer Joey Gold ist der Dataclan Sänger Mark Hollis darauf zu hören. Im Juni desselben Jahres gründet Skid zusammen mit Jon und Joey die Band Devil Party Anthems Inc.
Zu Beginn des Jahres 2006 kündigt Sänger Jizzy Pearl eine Europatour von Love/Hate für April und Mai an. Mit von der Partie sind neben Pearl der ehemalige Quiet-Riot-Gitarrist Alex Grossi sowie Schlagzeuger Dave Moreno und Bassist Robbie Crane. Originalgitarrist Jon E. Love ist wegen einer zuvor getätigten Zusage nicht mit von der Partie, ist aber als zusätzlicher Gitarrist für ein Konzert in Las Vegas vorgesehen. Die Tournee wird nach den Konzerten in England abgebrochen.
Am 24. Februar 2007 spielen Love/Hate in Originalbesetzung im Club Vodka in Hollywood. Die Band steht zum ersten Mal seit zehn Jahren wieder in dieser Besetzung auf den Brettern und spielt das komplette Debütalbum Blackout In The Red Room live. Daraufhin tourte Jizzy Pearl einige Male mit einer neuen Besetzung.
Im Dezember 2013 verkündete Jizzy Pearl, dass die Band sich nach einer England-Tour im März 2014 auflösen werde. Grund dafür sei, dass er sich mit Ex-Mitgliedern, besonders John E. Love, um Namensrechte stritt. Das Album Crucified, das er mit neuen Musikern aufgenommen hatte, erscheint nun als Solo-Album. John E. Love sagte stets, dass es sich bei dieser Band nicht um Love/Hate handle. Bei Auftritten wurde diese Band meist als Jizzy Pearl's Love/Hate promotet.

## Projekte & Ableger
- Jizzy Pearl steigt 1999 bei den L.A. Guns ein und spielt mit ihnen das Album Shrinking Violet ein, bevor er durch den zurückkehrenden Originalsänger Phil Lewis ersetzt wird. Im Jahr 2000 übernimmt Pearl den vakanten Sängerposten bei Ratt, mit denen er bis zum heutigen Tag mehrere US-Tourneen absolviert. Darüber hinaus gehört Pearl zum Ur-Line Up von Adler's Appetite. Die Band besteht neben dem ehemaligen Guns N’ Roses Drummer und Namensgeber Steven Adler aus den beiden Gitarristen Keri Kelli und Brent Muscat sowie Bassist Robbie Crane. In diesem Line Up spielt Pearl eine selbstbetitelte 5-Song EP ein und absolviert mehrere Tourneen, bevor er 2004 aussteigt. Jizzy Pearl hat bislang zwei Soloalben veröffentlicht. Er soll darüber hinaus für die vakanten Sängerposten bei Mötley Crüe (1992) und Skid Row (1999) im Gespräch gewesen sein. (Stand 2005)

- Nachdem Jizzy Pearl das Angebot ablehnt, auf einem neuen Love/Hate Album im Jahr 2005 zu singen, gründen Skid Rose, Jon E. Love und Joey Gold im Juni 2005 die Band Devil Party Anthems Inc. Den vakanten Posten am Mikro übernimmt ex-Lucky Devil Sänger Jack. Ihr erstes Album We Are The Party erschien im September '05.

## Diskografie

### Studioalben
- 1990: Blackout In The Red Room
- 1992: Wasted In America
- 1994: Let's Rumble
- 1995: I'm Not Happy
- 1997: Livin' Off Layla
- 1999: Let's Eat

### Livealben und Kompilationen
- 1998: B-Sides (Kompilation)
- 1998: Drunken Idiots (Kompilation)
- 2000: Greatest & Latest / The Very Best Of (Kompilation)

### Singles und EPs
- 1990: Blackout In The Red Room
- 1990: She's An Angel
- 1990: Why Do You Think They Call It Dope?
- 1991: Live Kerrang 7" (EP)
- 1991: Evil Twin
- 1992: Happy Hour
- 1992: Wasted In America
- 1992: Don't Fuck With Me
- 1992: Miss America
- 1993: Spinning Wheel
- 1995: Superfragilistic
- 1996: Love Me Down